# Lévay Tamás
Lévay Tamás (Budapest, 1968. –) magyar újságíró, szerkesztő, zeneesztéta.

## Tevékenysége
Nevéhez fűződik az 1986-ban illegálisan készült, szamizdat jellegű első magyarországi punk fanzine, az Isten malaca / Vérezz értem című kiadvány.  
1987 szeptemberében kezdett publikálni az újvidéki kiadású Képes Ifjúság című hetilapban. Első szerkesztője Fenyvesi „Kokó” Ottó volt, aki az újság Maximumrocknroll rovatát irányította.
Magyarországon 1988-ban kezdett publikálni, tevékeny részt vállalt a rendszerváltáskori magyar rocksajtó vezető lapjaiban. Dolgozott a Polip magazinnak, az Alterock magazinnak, a Magyar Narancs munkatársa 1989 szeptemberétől, a második próbaszámtól kezdődően 1990-ig. 1989-től a Rocker magazin rovatvezetője volt az újság 1991-es megszűnéséig. 1992 nyarán publikálta az Isten malaca legendássá vált, nyolcvanoldalas számát, mely "elsősorban interjúkat, cikkeket tartalmaz punkzenekaroktól, azonkívül kritikákat lemezekről, fanzinekről és egy tanulmányt Orwell 1984 című regényéről." Egyes szakértők szerint a "legjobb magyar fanzine az Isten Malaca volt."
Ötödmagával alapító tagja volt az 1995 novemberében újraszervezett Wanted havilapnak, melynek 1998 novemberéig dolgozott. A kilencvenes években publikált az Új Magyarországban, a Rock Clubban és a Metal Hammerben.
Az új évezredben folyamatosan jelentek meg írásai a Magyar Nemzetben, a Demokratában, a Magyar Hírlapban, a Nagyításban és a TimeOut-ban.
Az amerikai punk színteret elsőként mutatta be Magyarországon, a legjelentősebb zenészekkel, ideológusokkal interjút is készítve.

## Külföldi publikációk
1988-1996 között a San Franciscó-i Maximumrocknroll nevű amerikai punk magazin tudósítója volt.
A magyarországi punk színtérről információkat adott a bostoni Forced Exposure fanzine-nek, a Los Angeles-i Flipside-nak.
A nyolcvanas–kilencvenes években egyszemélyes magyarországi zenei információs központot üzemeltetett: ő vezette be az amerikai sajtóba a Vágtázó Halottkémeket, az Aurórát és a Trottelt.

## Rádiós tevékenység
1989-2004 között állandó külső munkatársa volt a Rockújság című havi rendszerességgel jelentkező rádióműsornak a Petőfi Rádióban.
További műsorok, melyeknek munkatársa volt: Lemezbörze helyett, Infrahang, 30 év rockzenéje száz részben.

## Online olvasható, jelentősebb publikációk
- "Figyelmeztettük, hogy ezt talán mégsem kéne" -- 2021-es interjú Benkő Zoltánnal, a CPg alapítójával
- Itt a magyar punk és újhullám egyik szent grálja, az Első lépések kazetta + további ritkaságok!
- „Tűzbe akarjuk hozni az embereket!” – Interjú Sáthy Robival
- „Hadjáratba kezdtek ellenünk a vörös gézengúzok” – interjú az ETA punkbandával
- A punkról nem lehet leszokni – Az ETA dalszerzője a Mandinernek
- A pillanat embere - Zétényi Zoltán
- Az ostor istenei
- Varázslatos HagyatéK
- Szökünk, Tata?
- Akik kinyírták Kádárt
- Rendületlenül

## További külső hivatkozások
- Facebook
- Isten malaca (1992.) az Országos Széchényi Könyvtárban
- One Chord Wonders blog